# ヘダラ
ヘダラとは「供え物の花」という意味の仏教用語である。

## 概要
- 京都丹後地方等で、法事や墓参の際、使用するヒサカキ等、華道で言うところの、いわゆる「枝もの」常緑樹を指す。供える花とは区別される。
- お盆以外はヘダラ（ヒサカキ）を使うのが一般的だが、宮津地方ではお盆の時だけシキミを使うとされる。
- また、地方によっては、下草、ヘンダラ、ドソク、ビシャコ、とも呼ばれ、宗派によってヘダラは異なると言われている。関東ではこういった風習、名称は聞かれない。
- 例えば、天橋立が一望できる成相寺に向かう途中で、道沿いに、「ヘダラ取るな」といった注意書きがされた看板を見つけることができる。（丹後地方以外ではあまり見られない）これは植物保護の観点からの注意でもあるがヘダラを取りに林へ入ると、ニホンマムシに噛まれるといった危険もあるため、このような看板があるそうである。
- 京都府京丹後市網野町に伝わる丹池伝説（あかいけでんせつ）にもヘダラという言葉が登場している。